# Hypericum cohaerens
Hypericum cohaerens är en johannesörtsväxtart som beskrevs av N. Robson. Hypericum cohaerens ingår i släktet johannesörter, och familjen johannesörtsväxter. Inga underarter finns listade i Catalogue of Life.